# Ride (groupe)
Pour les articles homonymes, voir Ride (homonymie).
Ride est un groupe de rock alternatif britannique, originaire d'Oxford, en Angleterre. Appartenant au mouvement shoegazing, et formé en 1988 par Mark Gardener et Andy Bell (composition, chant, guitare), le groupe était également composé du bassiste Stephan Queralt et du batteur Laurence « Loz » Colbert. Ils étaient alors tous âgés de moins de vingt ans. Ils sont considérés comme un des groupes fondateurs du mouvement shoegazing, notamment avec leur album mythique Nowhere sorti en 1990 et salué par la critique. Après la séparation du groupe, les membres ont tous poursuivi différents projets en solo. Andy Bell, l'un des membres fondateurs, deviendra plus tard le bassiste du groupe Oasis. En 2001, le groupe s'est reformé très brièvement pour un unique concert dans une émission télévisée.
À la fin 2014, le groupe annonce une tournée prévue au printemps 2015.

## Biographie

### Débuts (1988–1989)
Après avoir participé à des pièces de théâtre musical au sein de la Cheney School à Oxford, Mark Gardener et Andy Bell décident d'aller étudier à Banbury, dans une école d'arts et de design, en octobre 1988. Ils y rencontrent Laurence Colbert. Quant à Steve Queralt, il avait également fréquenté la Cheney School et est recruté chez un disquaire local ; il ne s'agit toutefois pas d'une première collaboration, Bell et Queralt ayant déjà joué ensemble dans le passé, au sein d'un obscur groupe reggae/pop appelé Big Spiderback. Après avoir envisagé différents noms, le groupe se choisit le nom de Ride, évocateur de voyages et rappelant la cymbale du même nom. Selon certaines sources, le nom proviendrait en fait d'un travail de design graphique qu'a réalisé Mark pour un atelier de typographie. Bell avoue pour sa part avoir eu envie de fonder un groupe à la suite d'un concert des Smiths.
Le premier concert en tant que Ride a lieu à la fête de Noël de l'école, en 1988. Bien qu'étant toujours à Banbury, le groupe produit une cassette de démos comprenant Chelsea Girl et Drive Blind, enregistrée chez Steve Queralt. Celui-ci et le patron du disquaire local, Dave Newton (futur manager de Ride) organisent alors des concerts à Oxford, appelés Local Support. En février 1989, Ride, profitant d'une annulation d'un autre groupe, joue à un de ces concerts. Grâce au DJ Gary Crowley, Jim Reid du groupe The Jesus and Mary Chain se procure une copie de la cassette de démos et attire l'attention d'Alan McGee, son manager. Après avoir assuré la première partie des Soup Dragons, Ride signe dès 1989 un contrat avec le label Creation Records d'Alan McGee.

### Premières années Creation (1989–1993)

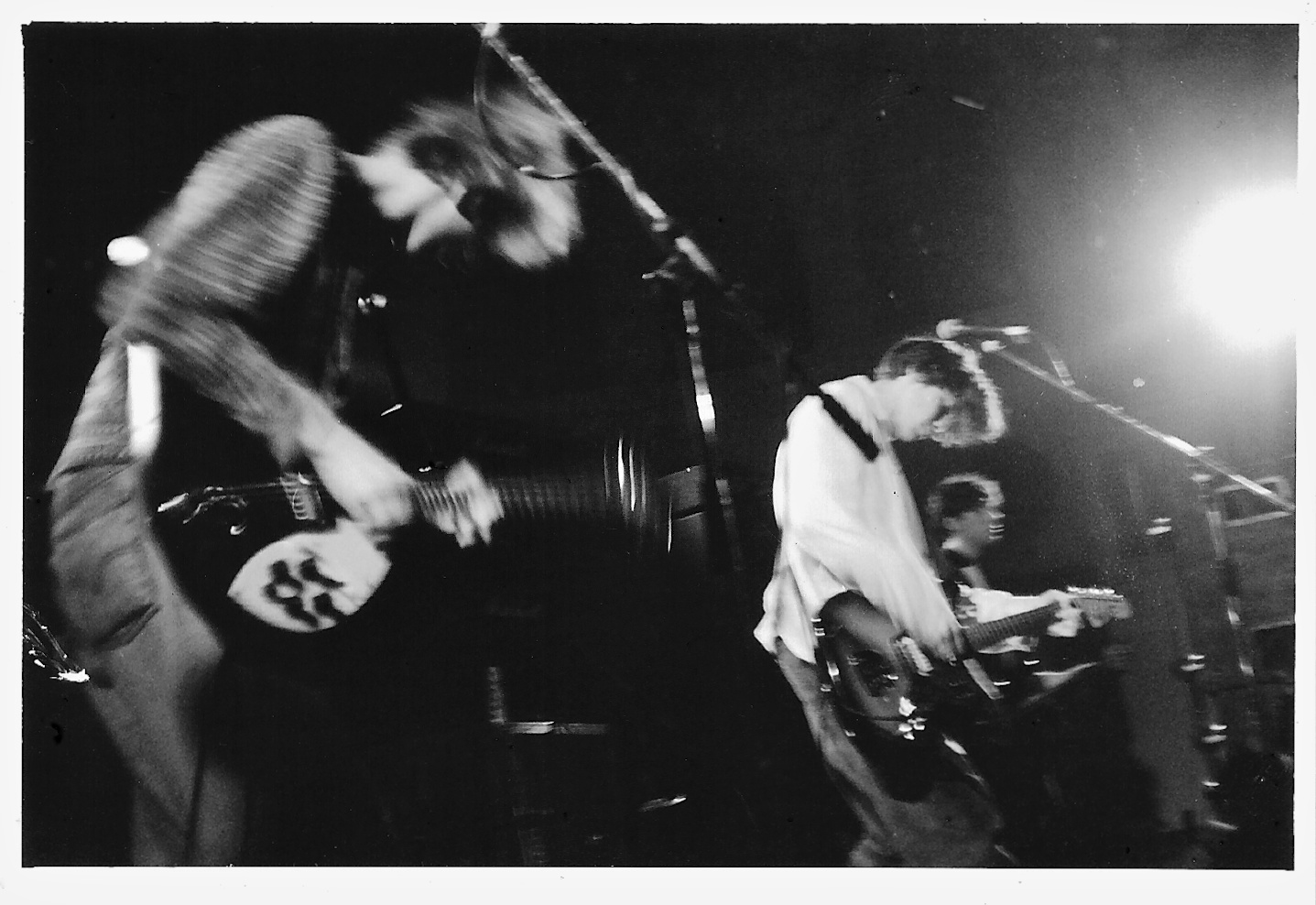
Ride en 1990.

Ride sort trois EP entre janvier et septembre 1990, Ride, Play et Fall. Les 3 EP entrent dans le Top 75 des charts anglais, une première pour Creation Records, Play et Fall atteignant même le Top 40,. Les deux premiers EP sont regroupés sur la compilation Smile, qui est lancée sur le marché américain en juillet 1990 (et plus tard en 1992 au Royaume-Uni). Le troisième EP est ajouté en bonus sur la version CD de leur premier album, Nowhere, paru en octobre 1990. Le groupe est alors assimilé à la scène shoegazing, une étiquette qu'ils refusent. Andy Bell se déclare agacé par cet état de fait (ce qui est toujours le cas à l'heure actuelle), tandis que Mark Gardener, plus nuancé, admettra que le groupe était fortement influencé à cette époque par des concerts marquants de My Bloody Valentine, des Stone Roses, de The House of Love et de Sonic Youth.
Le groupe enregistre deux Peel Sessions pour la BBC One en 1990, contribuant à leur popularité auprès des auditeurs. Trois morceaux seront inclus dans le classement Festive Fifty de 1990 : Dreams Burn Down et Like a Daydream (respectivement numéros 3 et 4), ainsi que Taste (numéro 25).
Le premier album Nowhere obtient un succès critique et commercial considérable : il atteint la 11e place des charts anglais au Royaume-Uni, une première pour Creation Records. Les médias désignent Ride comme « le plus brillant espoir » de 1991. Pour répondre à la demande pressante de nouveaux enregistrements, Ride met en boîte un nouvel EP, Today Forever, commercialisé en mars 1991. Il marque un changement dans le son du groupe, devenu plus subtil et plus complexe, s'éloignant ainsi de leur style plus « noisy » des débuts. Ride entame alors sa première tournée internationale au Japon, en Australie et en France la même année : les tickets pour les concerts japonais se vendent en quelques minutes.
En février 1992, le groupe envahit le Top 10 des charts anglais avec Leave Them All Behind, hymne de plus de huit minutes ; il montre le travail créatif du groupe ainsi que leur capacité à travailler avec le style « mur de son » typique de la scène shoegazing à laquelle ils restent associés. Le mois suivant, le groupe publie l'album Going Blank Again. Leur musique continue à mettre en avant les guitares tout en restant mélodique. Les rythmes jumeaux des guitares de Andy et Mark, toutes les deux distordues et utilisées avec la pédale wah-wah, sont la principale raison du succès critique et public de l'album. Si celui-ci ne se dément pas, les tensions au sein du groupe sont déjà perceptibles, Andy Bell déclarant « À la sortie de notre deuxième album, nous tournions trop. Nous étions fatigués. Nous avons pris du repos, mais nous en avons trop pris. » Durant l'été 1992, Ride partage l'affiche du festival de Reading avec Nirvana, Nick Cave et The Charlatans, où ils enregistrent leur Live Reading Festival 1992.

### Changement de direction musicale (1993–1996)
Au cours de l'année 1993, Ride surfe sur la vague du succès de Going Blank Again et leur troisième album est attendu avec impatience : la presse lance diverses spéculations à ce sujet, dont l'influence de Neil Young sur le son du prochain opus. La même année, un double week-end de shows avec The Charlatans maintient l'intérêt du public, bien que ce dernier se désintéresse du mouvement shoegazing au profit de la britpop naissante.
Le troisième album, Carnival of Light, sort dans ce contexte en juin 1994, alors que la presse spécialisée se focalise elle aussi sur la scène britpop. Les compositions sont divisées entre les deux compositeurs, Gardener et Bell, le premier occupant la première face et le second, la deuxième : Bell refusait en effet de mélanger ses compositions à celles de Gardener. Des années plus tard, celui-ci expliquera « Imaginez une dispute où la manière d'avoir le dernier mot consiste à dire 'Je ne veux pas que mes chansons soient sur la même face de l'album que les tiennes' : c'est exactement ce qu'il s'est passé. Autour de nous, notre entourage nous laissait nous comporter comme de véritables bébés. »
L'album est mal reçu par la critique, Andy Bell expliquant : « C'était de bons moments mais la musique n'était plus au centre de notre attention. Quand nous avons enregistré ce disque, nous devenions trop indulgents envers nous-même. » À la fin de l'année 1994, les membres du groupe eux-mêmes critiquent leur album, le désignant entre eux par Carnival of Shite.

### Séparation (1996)
L'année 1995 marque la dégradation des relations au sein du groupe, en pleine phase d'auto-destruction pendant l'enregistrement de Tarantula. Gardener et Bell avaient alors emmené le groupe loin de ses racines shoegazing afin de sonner comme les groupes alors à la mode, espérant ainsi emboîter le pas à la déferlante britpop. Queralt remarqua par la suite que le groupe avait alors deux directions possibles à suivre et qu'ils avaient choisi la mauvaise. Gardener s'intéressait à la dance et souhaitait inclure cette influence dans le son de Ride, ce à quoi Andy Bell s'opposait. Ce dernier compose la quasi-totalité des chansons, tandis que Gardener n'en fournit qu'une. Les tensions croissantes nuisent à leur capacité à écrire de bonnes chansons. Castle on the Hill, écrit par Bell, constitue une plainte quant à la situation du groupe et contient des références à l'attitude de Mark Gardener, qui se désintéresse progressivement du groupe avant de claquer la porte pendant le mixage de l'album.
Le groupe annonce sa séparation peu de temps après la sortie de Tarantula en mars 1996. L'album paraît et reste en vente pendant une semaine avant d'être retiré des bacs, tant les critiques et les fans éreintent ce dernier disque. Black Nite Crash, premier et unique single de l'album, sera néanmoins désigné comme « single de la semaine » par l'hebdomadaire Melody Maker. Tarantula est décrit par AllMusic comme « une abomination bourrée de clichés seventies à la Lenny Kravitz, remplie de chansons de troisième voire de quatrième catégorie et, pire encore, créée dans un contexte détestable », allant jusqu'à poursuivre par « Les paroles sont tout simplement atroces et ne méritent même pas d'être imprimées. » Rolling Stone est plus positif, déclarant que « l'album est sauvé de l'auto-apitoiement parce qu'il est plus brut et cogne plus fort que tout ce que Ride a enregistré jusqu'ici. »
Depuis la séparation, tant Bell que Gardener ont fait des déclarations plus réfléchies au sujet de la dissolution du groupe : en particulier, Bell a admis ses responsabilités dans cet échec.

### Post-séparation
Andy Bell a formé le groupe Hurricane #1, où il officiait en tant que compositeur principal, guitariste, claviériste et choriste. Après deux albums avec Hurricane #1, il tourne brièvement en tant que guitariste avec le groupe Gay Dad, avant de rejoindre Oasis en tant que bassiste en 1999, acceptant la proposition de Liam Gallagher. Après avoir appris la basse et le catalogue de chansons d'Oasis, il collabore de manière significative avec le groupe, en écrivant plusieurs chansons pour les trois derniers albums. Lorsque Oasis se sépare, il poursuit l'aventure avec le nouveau groupe Beady Eye. Il vit actuellement à Stockholm.
Mark Gardener poursuit une carrière en solo. Entre 2003 et 2005, il tourne énormément, parfois avec l'aide de Goldrush, un groupe ami d'Oxford, afin de pouvoir financer seul son album solo en studio. Celui-ci sort en 2005 et s'intitule These Beautiful Ghosts. Gardener poursuit par ailleurs diverses collaborations (rinôçérôse, The Brian Jonestown Massacre) et continue les tournées, seul ou avec d'autres groupes.
Steve Queralt semble s'être retiré du circuit de la musique professionnelle. Après la séparation du groupe, il a travaillé à Oxford, joué au football et fondé une famille. Il vit actuellement à Hammersmith, près de Londres.
Laurence Colbert a également recommencé à jouer dans un groupe, en tant que chanteur et guitariste. Il a également joué de la batterie dans différents groupes et projets, parmi lesquels un Jesus & Mary Chain reformé, Supergrass (en remplacement de Danny Goffey) ou encore avec Damo Suzuki de Can. Il a étudié également la batterie pendant un an et acquis son diplôme d'un an d'études à la London Drumtech.

### Années post-séparation (1997–2001)
Après la séparation de Ride, à la fin de l'année 1997, Mark Gardener et Laurence Colbert ont rejoué ensemble brièvement au sein de The Animalhouse. Malgré une signature chez BMG, un succès important au Japon et l'enregistrement d'un EP, le groupe se sépare en 2002.

### Channel Four et plus (2001–2013)
Le 24 septembre 2001, la discographie du groupe (tous les albums ainsi que les EP Smile et Today Forever, ce dernier apparaissant sur la nouvelle édition de Nowhere) a été rééditée sur le label Ignition Records. Le même jour, le groupe sort un Box Set de 3 CD, ainsi qu'un best-of intitulé OX4 The Best of Ride.
Ride se reforme une seule fois, le 16 octobre 2001, pour enregistrer l'EP instrumental Coming Up for Air,. En 2003 paraît une compilation de leurs BBC Sessions intitulée Waves. Malgré le rapprochement des membres, aucune reformation du groupe ne semble à l'ordre du jour, Andy Bell ayant déclaré qu'il ne comptait pas vivre dans l'attente[réf. nécessaire]. Néanmoins, tous les membres du groupe, y compris Bell, admettent ne pas être opposés au fait de travailler à nouveau ensemble. Depuis lors, Mark Gardener a déjà été rejoint sur scène par Andy Bell et Laurence Colbert, lors de ses débuts en artiste solo. Bell et Gardener ont même joué deux concerts acoustiques ensemble en novembre 2003, à Stockholm. Les trois musiciens ont joué ensemble en tant que The Zimmermen, groupe de reprises de Bob Dylan.
En 2012-2013, lorsque Jérôme Mardaga entame le projet qu'il appelle Tympan, successeur hypothétique à Jéronimo, l'artiste invite différents chanteurs, chanteuses, ainsi que Laurence Loz Colbert, ex-batteur de Ride.

### Retour etWeather Diaries(depuis 2014)
Le 19 novembre 2014, Ride est annoncé pour une série de dates en Europe et en Amérique du Nord pour avril et mai 2015.
En 2015, le groupe fera son retour lors d'un concert pour les 15 ans du Primavera Sound Festival à Barcelone. Ils jouent les 10 et 17 avril 2015 au Coachella Valley Music and Arts Festival.
Le 21 février 2017, Andy Bell et Mark Gardener sont interviewés par la BBC Radio 6 par Steve Lamacq. Le lendemain, le groupe publie le single Home Is a Feeling. Le 23 mars 2017, Ride annonce leur premier album en 21 ans, Weather Diaries.Il est publié le 16 juin 2017. Le groupe tourne en Amérique du Nord en août 2017 en son soutien.

## Membres
- Mark Gardener — chant, guitare
- Andy Bell — chant, guitare
- Lawrence Colbert — batterie
- Steven Queralt — basse

## Discographie

### Albums studio
- 1990 - Nowhere (Creation Records)
- 1992 - Going Blank Again (Creation Records)
- 1994 - Carnival of Light (Creation Records)
- 1996 - Tarantula (Creation Records)
- 2017 - Weather Diaries (Wichita Recordings)
- 2019 - This is Not a Safe Place (Wichita Recordings)
- 2024 - Interplay (Wichita Recordings)

### EP & Singles
- 1990 : Ride (Creation Records)
- 1990 : Play (Creation Records)
- 1990 : Fall (Creation Records)
- 1991 : Today Forever (Creation Records)
- 1992 : Leave Them All Behind (Creation Records)
- 1992 : Twisterella (Creation Records)
- 1994 : Birdman (Creation Records)
- 1994 : How Does It Feel to Feel? (Creation Records)
- 1994 : I Don't Know Where It Comes From (Creation Records)
- 1996 : Black Nite Crash (Creation Records)
- 2002 : Coming Up for Air (édition limitée à 1 000 exemplaires)

### Compilations, divers
- 1992 : Smile (compilation du Ride EP et du Play EP) (Creation Records)
- 1994 : Cosmic Carnival
- 1995 : Live Light (Mutiny Records)
- 2001 : Box Set (Ignition Records)
- 2001 : OX4 The Best of Ride
- 2001 : Firing Blanks Unreleased Ride Recordings 1988–95
- 2001 : Live Reading Festival 1992
- 2001 : OX4 The Best of Ride
- 2003 : Waves (BBC Radio One Sessions) (4/08/2003, First Time Records)
- 2020 : Clouds in the Mirror (This is Not a Safe Place reimagined by Pêtr Aleksänder) (Wichita Recordings)

### Reprises
- Through the Looking Glass - 1966 (1990, Imaginary Records) (compilation de reprises de l'année 1966), Ride interprète Eight Miles High de The Byrds
- Heaven and Hell – A Tribute to The Velvet Underground (1990, Imaginary Records) (compilation de reprises du Velvet Underground), Ride interprète European Son.
- Ruby Trax - The NME's Roaring Forty (1992, New Musical Express) (compilation de reprises pour les 40 ans du NME), Ride interprète The Model de Kraftwerk.
- The Mutha of Creation (1994, Creation Records / New Musical Express) (cassette offerte gratuitement avec le NME du 12 février 1994), Ride interprète I Don't Want to Be a Soldier de John Lennon, live au Festival de Reading 1992.
- A Tribute to The Small Faces - Long Ago and Worlds Apart (1996, Nice Records) (enregistré pendant les sessions de l'album Tarantula), Ride interprète That Man des Small Faces.

### Cinéma
Le réalisateur Gregg Araki, grand fan du groupe, a utilisé leurs morceaux sur les bandes originales de nombre de ses films :
- Vapour Trail pour le film Totally Fucked Up
- Leave Them All Behind pour le film The Doom Generation
- Moonlight Medicine [Ride on the Wire Mix] (remix par Portishead) pour le film Splendeur
- Drive Blind pour le film Mysterious Skin.

Par ailleurs, Leave them All Behind apparaît également dans le film Blue Juice de Carl Prechezer.

## Vidéographie
Des clips officiels existent pour les chansons suivantes :
- Chelsea Girl (réalisé par Angus Cameron) sur le Ride EP
- Like a Daydream (réalisé par Angus Cameron) sur le Play EP
- Taste (réalisé par Angus Cameron) sur le Fall EP
- Vapour Trail (réalisé par Kevin Kerslake) sur l'album Nowhere
- Unfamiliar, Sennen, Beneath et Today (réalisés par James Deegan) sur le Today Forever EP
- Leave Them All Behind (réalisé par Kevin Kerslake) et  Twisterella (par Claudia Castle) sur Going Blank Again
- Birdman, How Does It Feel to Feel? et I Don't Know Where It Comes From (?) sur Carnival of Light